# Malpelo
Malpelo (špa. Isla de Malpelo) je nenaseljeni otok i prirodni rezervat smješten 378 km od tihooceanske obale Kolumbije, a oko 362 km od obala Paname, te priada kolumbijskom departmanu Cauca. 
Otok je površine od 0,35 km² i sastoji se od čiste i gole stijene s tri vrha od kojih je najviši Cerro de la Mona visine 300 metara. Njegove stijene uglavnom čine jastuci lave, vulkanska breča i nasipi tercijarskog bazalta. Na prvi pogled otok izgleda da je lišen vegetacije, ali su naslage ptičjeg guana pospješile rast algi, lišajeva i mahovine, te nekih grmova i paprati. Na popisu su dvije vrste Paspalum laxum Lam. i Pityrogramma dealbata (C. Presl) R. M. Tryon.
Rezervat prirode Malpelo, kojemu pripada i okolno more radijusa od 9,656 km, je najveće područje istočnog tropskog Tihog Ocena u kojemu je zabranjen ribolov te je rezervat mnogim međunarodnim ugroženim morskim životinjama. Otok velike bioraznolikosti je dom jedinstvene populacije morskih pasa kao što je oko 500 morskih pasa batova (Sphyrnidae), stotine svilenih morskih pasa (Carcharhinus falciformis), rijetka koštunjača Epinephelus lanceolatus, te igluni, kitopsine i tune, te druga plava riba. Malpelo je i rijetko mjesto gdje se može vidjeti sitnozubi pješčani morski pas tigar (Odontaspis ferox). 
Dana 12. srpnja 2006. godine Malpelo je upisan na UNESCO-ov popis mjesta svjetske baštine u Amerikama kao "kritično stanište ugroženih morskih vrsta i veliki izvor hrane oko koje se okupljaju raznolike pomorske životinjske vrste". 
Zbog visokih i strmih litica koje se strmoglavljuju duboko ispod površine mora i mnogih špilja izvanredne prirodne ljepote, ovaj otok se smatra za jedno od najboljih mjesta za ronjenje na svijetu. No, posjetitelji trebaju pismeno odobrenje od kolumbijskog ministarstva za ekologiju. 

## Vanjske poveznice
- Fundación Malpelo  Arhivirana inačica izvorne stranice od 15. srpnja 2007. (Wayback Machine) (šp.)
- Jaeger-LeCoultre auction proceeds support Malpelo Fauna and Flora Sanctuary (engl.)

|  | Zajednički poslužitelj ima još gradiva o temi Otok Malpelo |